# Schartowitz
Schartowitz, polnisch Czartowice (1936–1945: Fichtenwalde O.S.) ist eine Ortschaft in der Gemeinde Zülz (Biała) im Powiat Prudnicki (Kreis Neustadt O.S.) in der polnischen Woiwodschaft Oppeln.

## Geographie

### Geographische Lage
Das Straßendorf Schartowitz liegt im Süden der historischen Region Oberschlesien. Der Ort liegt etwa acht Kilometer östlich des Gemeindesitzes Zülz, etwa 16 Kilometer nordöstlich der Kreisstadt Prudnik und etwa 32 Kilometer südlich der Woiwodschaftshauptstadt Opole.
Schartowitz liegt in der Nizina Śląska (Schlesische Tiefebene) innerhalb der Kotlina Raciborska (Ratiborer Becken). Der Ort liegt an der Młynska (Mühlgraben), ein rechter Nebenfluss des Zülzer Wasser (poln. Biała).

### Nachbarorte
Nachbarorte von Schartowitz sind im Westen Neudorf (Nowa Wieś Prudnicka), im Nordwesten Ursulanowitz (Urszulanowice), im Osten Syßlau (Sysłów) und im Südosten Golschowitz (Golczowice).

## Geschichte

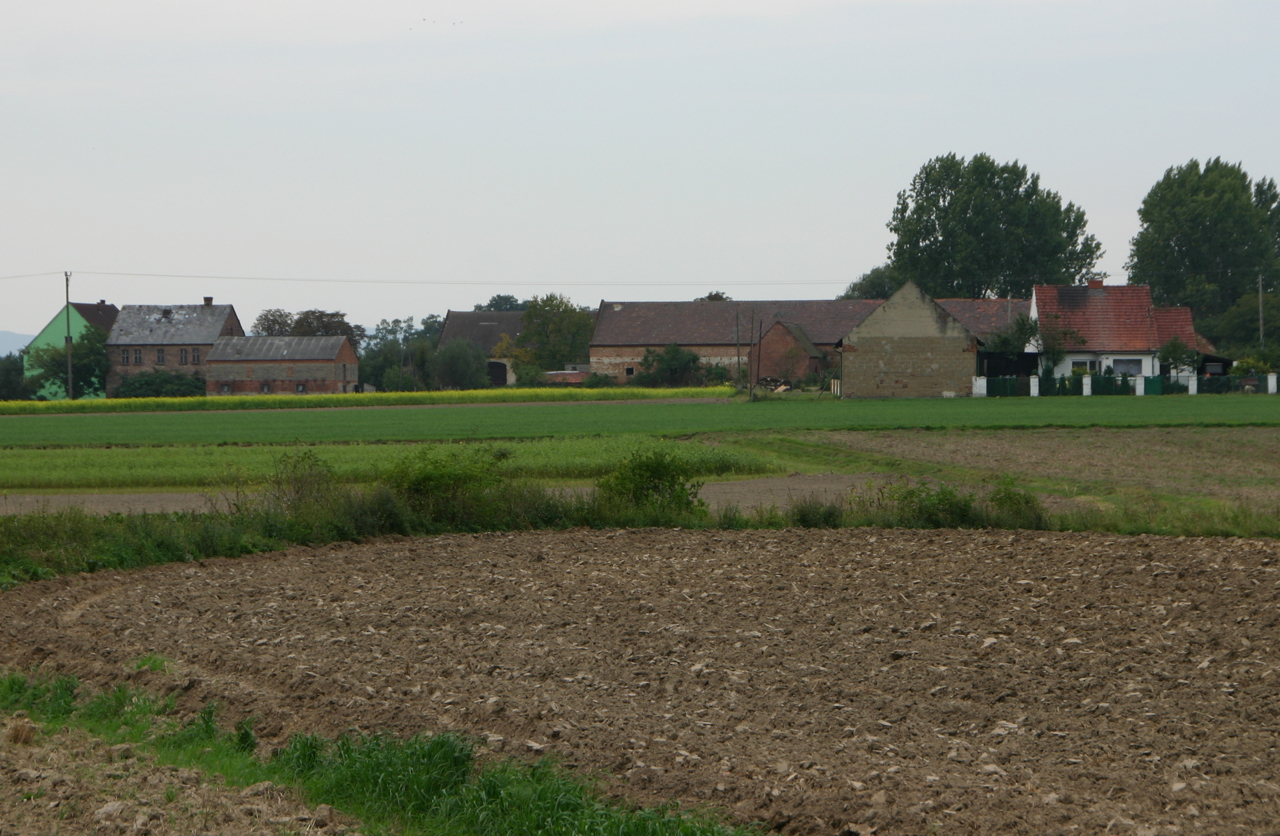
Blick auf Schartowitz

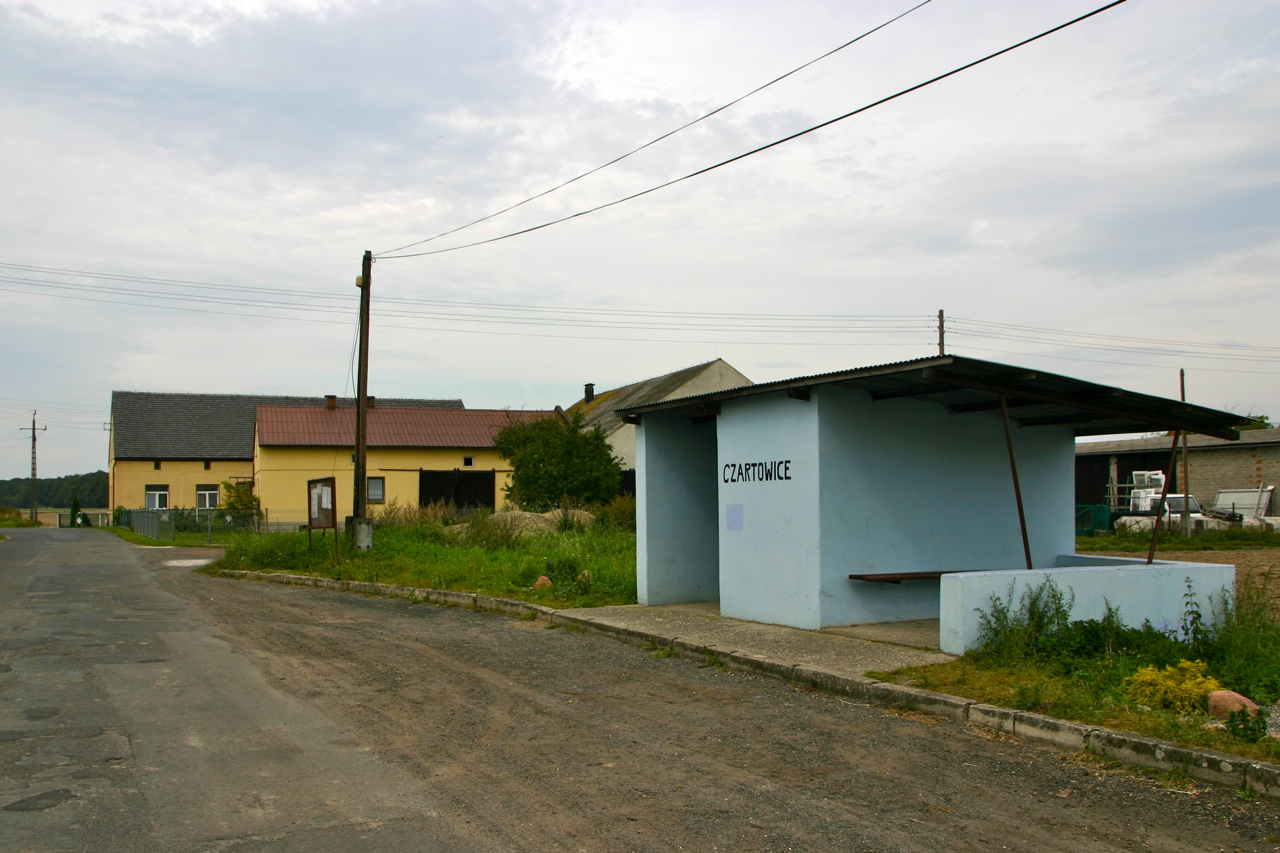
Ortsbild

Der Ort entstand am Anfang des 15. Jahrhunderts. Da Schartowitz aus zwei auseinander liegenden Ortsteilen bestand, die auch auf zwei Herrschaften verteilt waren, unterschied man diese lange Zeit als Ober- und Nieder-Schartowitz. 
Nach dem Ersten Schlesischen Krieg 1742 gelangten Ober- und Nieder-Schartowitz mit dem größten Teil Schlesiens an Preußen.
Nach der Neuorganisation der Provinz Schlesien gehörte Ober- und Nieder-Schartowitz  ab 1816 zum Landkreis Neustadt O.S. im Regierungsbezirk Oppeln. 1865 hatte Nieder-Schartowitz, das damals Nieder-Czartowitz geschrieben wurde oder auch Czartowitz II genannt wurde, 5 Gärtner- und 5 Häuslerstellen. Ober-Schartowitz, das damals Ober-Czartowitz geschrieben wurde oder auch einfach Czartowitz genannt wurde, hatte zu diesem Zeitpunkt 13 Gärtner- und 14 Häuslerstellen und im Ort befand sich eine Wassermühle. Beide Orte hatten damals auch jeweils ein Vorwerk. 1874 wurde der Amtsbezirk Chrzelitz I gegründet, welcher aus den Landgemeinden Cellin, Charlottenhof, Krobusch, Kujau, Moschen, Neudorf, Ober Czartowitz, Polnisch Rasselwitz, Ziabnik und Zowade und den Gutsbezirken Cellin, Krobusch, Kujau, Moschen, Neudorf, Ober Czartowitz, Polnisch Rasselwitz, Ziabnik und Zowade bestand. 1885 zählte Schartowitz 166 Einwohner.
Bei der Volksabstimmung in Oberschlesien am 20. März 1921 stimmten 150 Wahlberechtigte für einen Verbleib bei Deutschland und 25 für Polen. Schartowitz verblieb beim Deutschen Reich. 1933 lebten im Ort 233  Menschen. Am 18. August 1936 wurde der Ort in Fichtenwalde (Oberschlesien) umbenannt. 1939 zählte Fichtenwalde 239 Einwohner. Bis 1945 befand sich der Ort im Landkreis Neustadt O.S.
1945 kam der bisher deutsche Ort unter polnische Verwaltung und wurde in Czartowice umbenannt und der Woiwodschaft Schlesien angeschlossen. 1950 kam der Ort zur Woiwodschaft Oppeln und seit 1999 gehört er zum Powiat Prudnicki. Am 6. März 2006 wurde in der Gemeinde Zülz, der Schartowitz angehört, Deutsch als zweite Amtssprache eingeführt. Am 24. November 2008 erhielt der Ort zusätzlich den amtlichen deutschen Ortsnamen Schartowitz.

## Sehenswürdigkeiten
- Wegkreuz